# ポプラ (コンビニエンスストア)
株式会社ポプラ（英: POPLAR. CO., LTD.）は、広島県広島市安佐北区に本社を置く日本のコンビニエンスストアチェーンである。
中国地方を中心に関東・近畿・四国・九州に店舗展開している。

## 概要
社名・店名の由来は、植物の「ポプラ」と「ポピュラー (popular)」を掛け合わせたもの。創業者は目黒俊治。社訓は「お客様第一」。東証スタンダード上場企業。
元々は、広島市中区流川にあった小さな酒類卸商がルーツだった。1974年（昭和49年）にコンビニ業態に変更した。
1976年（昭和51年）4月20日に資本金200万円で株式会社ポプラを設立。設立間もない時期は、地域のスーパーマーケットの閉店後から翌朝までの夜間営業という業態で「ナイトショップ・ポプラ」と名乗っていた。
地場系チェーンから全国チェーンへの脱却を目指してM&Aを推進し、酒類卸商を中心に多数の子会社を傘下に収めるが、その後吸収合併および子会社の解散を立て続けに行い2004年度から現在までに約100社を吸収合併、ポプラ本体への事業集約を進めている。

M&Aによって店舗網を拡大してきたため、グループ内でも「ポプラ（ポプラpal）」のほか、「生活彩家」（せいかつさいか）、「ハイウェイ彩家」（ハイウェイさいか）、「くらしハウス」、「スリーエイト」といった複数の店舗ブランドを有する。
店舗数は業界9位で全国的な知名度は決して高くないが、中国地方に限れば店舗数や規模などは三大チェーン（セブン-イレブン、ファミリーマート、ローソン）に次ぐ位置づけとなっており、コンビニでの料金収納代行サービスを行うSMBCファイナンスサービスによる店舗数統計によれば、2017年（平成29年）3月末時点で、岡山県を除く中国4県ではいずれも4位となっている。また、1990年代前半に九州で手広く展開を図った際、CMに福岡県出身のミュージシャン鮎川誠を起用し、「やっぱ九州のコンビニはポプラやね」というキャッチフレーズが九州で浸透した。2010年（平成22年）には鮎川出演のラジオCMが第49回福岡広告協会賞の銅賞に選出されている。
後述するように他のコンビニチェーンと比べて出店形態が多様で、オフィス・ホテル・病院・交通機関拠点への出店を積極的に推進したり、生活協同組合・農業協同組合とボランタリー・チェーン的な業務提携を行って各組合の店舗を「ポプラ」ブランドでリニューアルするなどの特徴がある。21世紀になると、地元である中国地方に密着したキャンペーンを行っており、山陰地方のプロスポーツチームとのコラボ店舗の開店、広島を舞台にしたアニメ『たまゆら』とのタイアップキャンペーン、広島県と観光振興などの情報発信に関する連携協定を結ぶなどしている。
2014年末にローソンと資本業務提携を締結し、翌2015年より山陰地方で「ローソン・ポプラ」ブランドの店舗も展開している。四国地方では2015年2月に一度撤退していたが2019年8月1日に愛媛県に生名店を開店し再進出を果たした。
東海・北陸地方は2021年3月31日までに撤退した。

## 沿革
- 1974年（昭和49年）12月 - 創業者・目黒俊治がポプラ1号店となる流川店を広島市中区にオープン。
- 1976年（昭和51年）
  - 4月20日 - 法人化し、資本金200万円で株式会社ポプラを設立[1]（広島市中区銀山町14番17号）。目黒俊治が初代の代表取締役社長に就任。
  - 7月 - 弁当・惣菜の製造販売を主たる事業目的として、広島市西区小河内町に「株式会社弁当のポプラ」を設立。
- 1983年（昭和58年）
  - この年から「HOT弁当」の販売を開始。
  - 10月5日 - フランチャイズ1号店となる本浦店（広島市南区）をオープン（現存せず）。
- 1991年（平成3年）
  - 3月 - 全店POSシステム導入。
  - 9月 - 株式会社弁当のポプラを吸収合併。
  - 5月 - 中国地方で初めて日本電信電話（NTT）と電話料金収納業務契約を締結、全店舗で電話料金収納代行業務を開始。
- 1992年（平成4年）
  - 7月 - トップマート株式会社を吸収合併。
  - 12月 - ポプラ物流サービス株式会社を設立。
- 1993年（平成5年）
  - 5月 - 本社新社屋が完成、本社部門及び営業部門を広島市安佐北区安佐町大字久地665番地1に移転。
  - 10月 - 第200号店を開店（山口県徳山市、徳山駅前店）。
- 1994年（平成6年）4月 - ドラッグストア事業部門として株式会社ファーストを設立。
- 1995年（平成7年）
  - この年、中国電力と電気料金収納業務契約を締結、全店舗で電気料金収納代行業務を開始。
  - 5月 - 九州地区への弁当供給を目的として福岡工場を設置。
- 1996年（平成8年）
  - 2月 - 製造部門を再度分離し、ポプラフーズ株式会社を設立。
  - 4月 - 第400号店を開店（福岡市西区、周船寺店）。
  - 11月 - 相良酒造株式会社に増資し、ポプラ酒類販売株式会社に商（店名：生活彩家）を買収。
  - 4月 - 航空測量大手のパスコから、パスコリテール株式会社（店名：ジャストスポット）を買収し、株式会社関東ポプラに商号変更[1]。
- 1999年（平成11年）2月5日 - 株式を店頭（現：ジャスダック）登録。
- 2000年（平成12年）
  - 2月1日 - 東京証券取引所市場第2部へ上場。
  - 4月10日 - 株式会社ポプラドットコムを設立。
- 2001年（平成13年）
  - 2月1日 - ポプラフーズ株式会社、ポプラ物流サービス株式会社、ポプラ酒類販売株式会社他5社を吸収合併。
  - 3月30日 - 食品商社の三友小網（現：三井食品）から、株式会社ジャイロ（店名：くらしハウス）を買収。
- 2002年（は平成14年）2月1日 - 株式会社ポプラドットコムを吸収合併。
- 2003年（平成15年）
  - 2月1日 - 株式会社関東ポプラを吸収合併。
  - 4月15日 - 全店舗でクオカードの取扱い開始。
  - 5月21日 - 株式会社ヒロマルチェーン（店名：スリーエイト）、エフジーマイチャミー株式会社（店名：マイチャミー）を買収。
  - 8月1日 - 東京証券取引所市場第1部へ指定替え。
  - 8月9日 - 高速道路上における初の店舗として山陰自動車道はわいサービスエリア（上下線共用）にポプラはわい道の駅店を出店。
  - 9月22日 - 広島地区の店舗において広島銀行（広島市）と共同でイーネットATM展開開始。
- 2004年（平成16年）
  - 5月24日 - CVSベイエリア（千葉県浦安市）の子会社FA24とエリアフランチャイズ契約締結。
  - 9月1日 株式会社ジャイロを吸収合併。
  - 11月12日 - 株式会社チックタックシステムズ（店名：チックタック）、北陸ホットスパー株式会社を買収[6]。
- 2005年（平成17年）
  - 1月20日 - 出光興産株式会社と系列給油所におけるCVSの実験及びセルフ給油所売店（店名：プリテール）への商品供給実験を行う基本合意を締結。4月20日より商品供給を開始。
  - 10月1日 - 株式会社キリン堂薬局が株式会社ファーストを吸収合併し、株式会社ポプラの持分法適用関連会社となる。
  - 11月1日 - 株式会社ヒロマルチェーンの全事業を譲受。商品供給部門としてヒロマルチェーンV事業本部を新設。同社は休眠会社となったのち、12月7日に吸収合併。
  - 12月13日 - 株式会社チックタックシステムズ、北陸ホットスパー株式会社を吸収合併。
- 2006年（平成18年）2月23日 - 埼玉県鳩ヶ谷市（現：川口市）にバリアフリーコンビニ「ポプラ パラッツォ鳩ヶ谷店」（現在のポプラ鳩ヶ谷駅前店）開店。
- 2007年（平成19年）
  - 9月23日 - ハイウェイ彩家1号店として九州自動車道玉名パーキングエリア（上り線）に玉名PA（上り）店を出店。高速道路上の店舗としてはポプラ道の駅はわい店に次いで2番目となる。
  - 9月30日 - 株式会社ハイ・リテイル・システムを吸収合併。
- 2008年（平成20年）
  - 5月29日 - 創業者で代表取締役会長の目黒俊治が代表取締役会長に、娘婿で専務執行役員社長室室長の目黒真司が2代目の代表取締役社長に就任。
  - 8月 - 休眠会社となっていたエフジーマイチャミー株式会社が、ポプラグループの不動産管理事業を担う「株式会社ポプラ企画」に商号変更。
- 2009年（平成21年）
  - 8月1日 - 広島市内の一部店舗にてWAONの取扱い開始。
  - 9月7日 - ヤマト運輸のクロネコメール便の取扱いを開始。
- 2010年（平成22年）
  - 4月27日 - 株式会社ゲオ（名古屋市中区）が展開する無人レンタル機「GEO BOX」を2店舗（1番町店 (千代田区)、南柏西口店）にて開始。
  - 5月24日 - 島根県、鳥取県において山陰合同銀行と共同でイーネットATM展開開始。
  - 7月6日 - 株式会社ツルハホールディングスとの業務提携を発表。
  - 7月8日 - コンビニエンスストアとドラッグストアの融合店舗、ポプラ＆シモカワ熊本清水本町店を出店。
  - 7月23日 - ヒグチ産業（東大阪市）と業務提携し、ポプラヨーロッパ通り店（大阪市中央区）にて医薬品の販売開始。
- 2011年（平成23年）
  - 2月23日 - コニカミノルタホールディングス（現：コニカミノルタ）の事業所内売店「コニカミノルタショップ」への商品供給を開始。
  - 4月1日 - 大阪モノレール駅構内に生活彩家を2店舗（千里中央店、門真店）出店。
  - 9月5日 - 株式会社ツルハホールディングスとの業務提携解消を発表。
- 2012年（平成24年）
  - 6月22日 - Jリーグガイナーレ鳥取とのコラボレーション店舗開店。
  - 7月12日 - 大阪市営地下鉄北エリア駅売店運営事業者に決定。
  - 8月31日 - 一部店舗にて電子マネーiD、WAON決済の取扱い開始。
  - 9月19日 - 大阪市営地下鉄東梅田駅構内に「ポプラ東梅田駅売店南店」開店。
  - 10月22日 - 山陰地区で移動販売車営業開始。
- 2013年（平成25年）
  - 2月21日 - J2リーグ（当時）ガイナーレ鳥取のユニフォームスポンサーに決定。
  - 2月22日 - 長崎県第1号店にして初の離島への出店となる「ポプラ壱岐郷ノ浦店」開店
  - 3月20日 - bjリーグ島根スサノオマジックとのコラボレーション店舗開店。
  - 4月1日 - クレジットカード決済、電子マネーチャージサービス開始。
  - 4月30日 - 株式会社ポプラ不動産企画の株式を売却し子会社から除外した[広報 2]。
  - 10月1日 - iTunesカード等のPOSA式プリペイドカードの販売を開始。
  - 10月4日 - bjリーグ島根スサノオマジックのスポンサーに決定。
  - 11月11日 - 電子マネー「ごうぎんデュプリ」のサービス開始（山陰限定）。
  - 11月28日 - 株式会社ザグザグへのフランチャイズ加盟に向けた基本合意締結。ポプラ傘下のキリン堂薬局5店舗を直営化した上でザグザグのFC店とする予定[広報 3]。
  - 12月20日 - 100円均一商材導入開始。
- 2014年（平成26年）
  - 3月14日 - アークランドサービス（現：アークランドサービスホールディングス）へのフランチャイズ加盟契約を締結。とんかつ専門店「かつや」事業を既存コンビニの転換で開始[広報 4]。
  - 4月2日 - 「楽天チェック」のサービス開始。
  - 7月4日 - 子会社の株式会社キリン堂薬局が解散し、ポプラは同社への債権を放棄[広報 5]。
  - 10月1日 - 楽天の展開する共通ポイントカード「楽天ポイントカード」を導入[広報 6]。
  - 12月8日 - ローソンと資本業務提携契約締結[広報 7][4]。日本経済新聞などでは、ローソンがポプラの株式の5%を取得する計画と報じられている[7]。
- 2015年（平成27年）
  - 9月18日 - ローソンとの連名店舗「ローソン・ポプラ」（店舗イメージ画像では「ローソン+ポプラ」、ポプラおよびローソンのプレスリリースとマスメディアでは「ローソン・ポプラ」と表記[広報 8][広報 9][広報 10]）を山陰地方で展開すると発表[広報 11][広報 12]。その他「生活彩家」と「ナチュラルローソン」の間で商品調達・物流面で連携することも発表された[広報 13][広報 12]。
  - 11月2日 - ポプラが運営するコンビニのうち、ダブルブランド店「ローソン・ポプラ」へ先行移行する店舗を簡易新設分割にてポプラ・プロジェクトに承継[広報 14]。
  - 11月20日 - ダブルブランド店「ローソン+ポプラ」の先行店舗となる「ローソン・ポプラ米子西河崎店」「ローソン・ポプラ鳥取緑ヶ丘店」開店[広報 8]。
- 2016年（平成28年）
  - 8月4日 - ローソンとの共同運営本格化のための契約を締結[広報 15][広報 16][4][8]。ローソン側は、9月をめどに新会社・ローソン山陰を設立（9月1日付）。ポプラが運営するコンビニのうち、ダブルブランド店「ローソン+ポプラ」への移行を希望する店舗とエリアフランチャイズ事業を始める[広報 15][広報 16][4][8]。これにより、山陰地区の「ポプラ」51店舗を「ローソン・ポプラ」ブランドに転換[4]。
  - 11月1日 - ローソンのうち、ローソン鳥取支店・島根支店が運営する鳥取県・島根県内の235店舗（ダブルブランド店「ローソン+ポプラ」への移行を希望する鳥取県内の1店舗を含む）の運営、ポプラが運営するコンビニのうち、ダブルブランド店「ローソン+ポプラ」への移行を希望する鳥取県・島根県・山口県内[注 4]の51店舗の運営、ポプラ・プロジェクトが運営する「ローソン+ポプラ」先行2店舗の運営について、会社分割によりローソン山陰に承継。同時に、ローソン山陰の株式29.06%をポプラに、0.71%をポプラ・プロジェクトに譲渡、合弁会社化[広報 17][広報 18][広報 19][広報 20][広報 9]。
- 2017年（平成29年）
  - 2月28日 - 業界初のレジ抽選くじ（レジロッタリー）キャンペーン開始。
  - 4月12日 - キャッシュバックアプリ「CASHb」導入。
  - 4月17日 - Twitter・Facebookの公式アカウント開設。
  - 6月1日 - 彩家カフェ導入を発表。
  - 9月11日 - 行政サービス対応マルチコピー機導入を発表。2020年夏までに全国465店舗への設置が完了予定。
  - 12月5日 - 「Gotcha!mall」に参画。
- 2018年（平成30年）
  - 6月27日 - 中部地区進出（2021年3月31日撤退済み)1号店「生活彩家　愛知大学豊橋キャンパス店」（2020年12月23日閉店)開店。
  - 10月25日 - ポプラ岡山工場が日本食品衛生協会より協会会長表彰「優良施設賞」受賞。
  - 12月13日 - QR・バーコード決済サービス開始。
  - 12月20日 - 株式会社エランとの業務提携を発表。
- 2018年（平成30年)
  - 3月4日 - ポプラ博多駅前店内に「お酒の美術館」をオープン。
  - 3月5日 - 「e-Gift」サービス開始。
  - 3月7日 - 無人AIレジ「ワンダーレジ」設置によるセルフレジ実験開始を発表。
- 2019年（令和元年）
  - 5月21日 - ポプラが保有するローソン山陰の株式をローソンに売却、ローソン山陰はローソンの完全子会社となる。「ローソン・ポプラ」の店舗ブランドは維持。
  - 9月10日 - 目黒真司が代表取締役社長を辞任。同日付で代表取締役会長の目黒俊治が代表取締役社長を兼任。
- 2020年（令和2年）
  - 8月6日 - NTTドコモの展開する共通ポイントカード「dポイント」を導入。
  - 9月10日 - ローソンとの間で共同事業契約を締結し、「ポプラ」「生活彩家」「スリーエイト」ブランドの460店舗のうち140店舗を「ローソン・ポプラ」「ローソン」にリブランドする方針を発表[4][広報 10][広報 21]。同日、リブランドする店舗のうち126店舗をフランチャイズ運営するため、ポプラの完全子会社として株式会社ポプラリテールを設立[広報 10][広報 21]。
- 2021年（令和3年）
  - 3月31日 - 富山・石川・愛知の3県から撤退[9]。
  - 10月8日 - 子会社の大黒屋食品の株式を同業のまるか食品に譲渡[10]。
- 2022年（令和4年）
  - 2月 - 2022年2月期連結決算にて債務超過となる。
  - 3月3日 - セルフレジを備えた小型の無人店舗「スマートセルフ」の展開を開始[11]。
  - 10月7日-TOPIXからの段階的な除外対象に決定[12]。
- 2023年（令和5年）
  - 副社長の岡田礼信が代表取締役社長に、代表取締役社長の目黒俊治が代表取締役会長に就任[13]

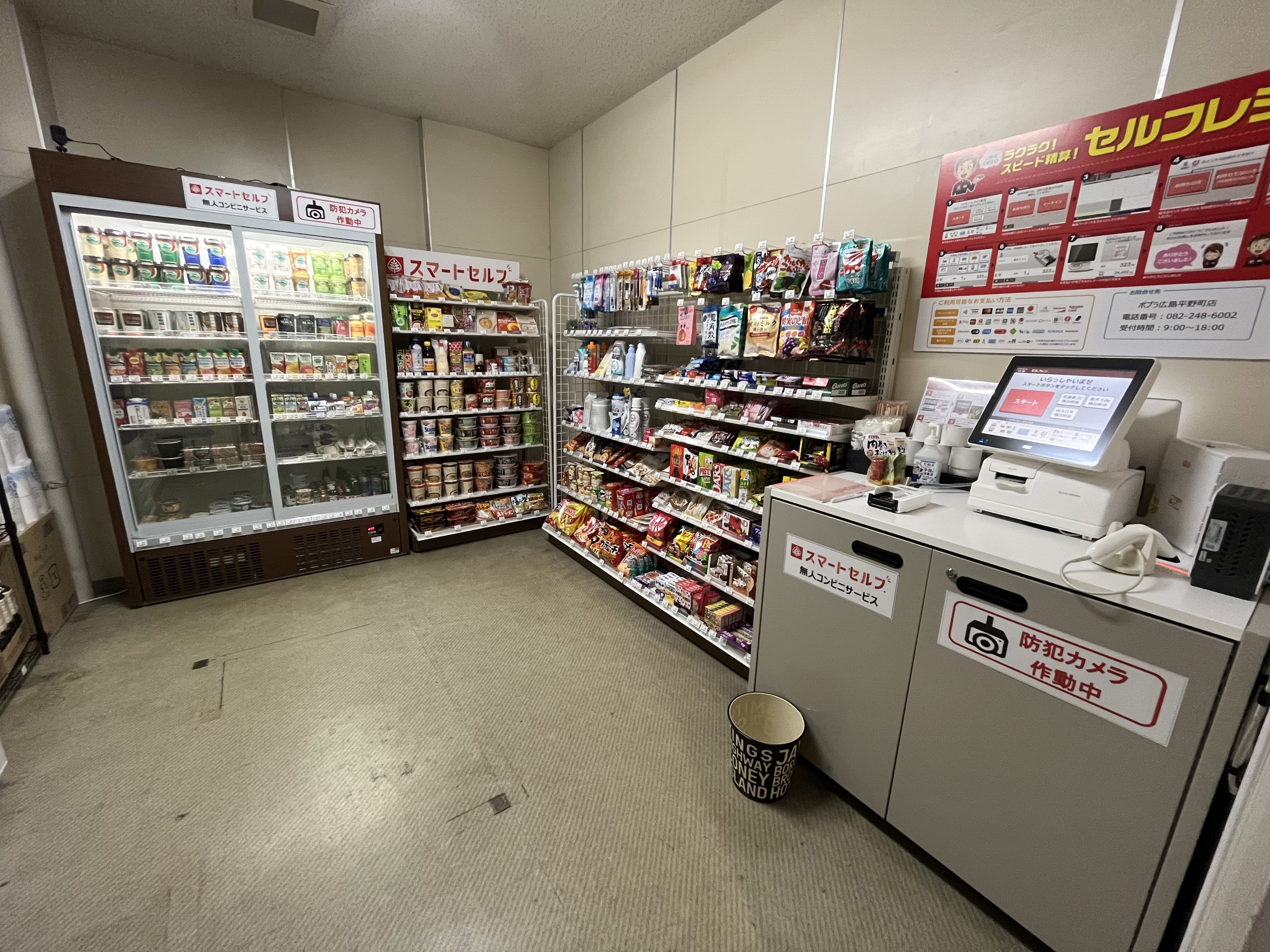
ポプラの無人店舗、「スマートセルフ」の一例。（広島県広島市南区、2022年）

## 特色

### 製販一貫体制
他のコンビニチェーンが総菜類の製造や卸・配送を別会社に委託している事例が多いのに対し、ポプラでは自社による米飯・惣菜の製造、加盟店への卸、配送の一貫体制を採用している。これは、ポプラが元々夜間に営業する店としてスタートしており、創業当時は夜間に販売できる弁当を製造できる業者がなく、安定して弁当や総菜を供給するために自社製造につながったものである。

### 医薬品販売
店舗内に薬局（ドラッグストア）を併設している店舗が複数存在する。傘下のキリン堂薬局をはじめ、ドラッグストアシモカワや薬ヒグチなどが店舗内の一角に販売コーナーを構える形で設けられており、通常のコンビニエンスストアでは販売できない、第2類と第3類に分類される一般用医薬品を販売している。これらの販売には薬剤師または登録販売者によるカウンセリングが必要となるため販売時間帯は限られる。また、店舗に薬局が隣接して同一店舗となっていない店舗も存在している。

### ロイヤリティ
コンビニ業界では一般的な粗利分配方式ではなく、加盟店にとって有利な売上ロイヤリティ制度を大手に比べて格段に低い3%で取る。これは製販一括などによるローコストオペレーションにより実現したという。ただし「最低補償金」制度はない。フランチャイズ中途解約に伴う違約金が発生しないのも特徴である。

### ATM
コンビニATMとしてイーネットをグループの一部店舗で設置。ただし、イーネットサービスエリア内でも全店未設置の大分県をはじめATM未設置店が多く存在し、ATM設置はポプラグループ全店の約4割にとどまる。また、その他の金融機関の店舗外ATMをコンビニの敷地内に別途設置しているケースもある。一時、広島県内の生活彩家の一部にはタウンネットワークサービスを設置する店舗も存在した。

### プリペイドカード・電子決済・バーコード決済
ポプラ、生活彩家、くらしハウスではクオカード（プリペイドカード）が利用可能。2013年4月1日よりクレジットカードも利用可能 となった。
ポプラはまた、以下の電子マネーを導入している。
- 楽天Edy - 2005年（平成17年）11月1日からポプラグループ全店で導入。2014年10月1日からは自社発行の楽天Edyも存在する（後述）。
- WAON - 2009年8月に広島市内7店舗にて試験導入[広報 23]、試験導入店舗を拡大の上、POSシステムの更新[広報 24] に併せて2012年10月末までに全店舗に導入[広報 25]。WAON導入はコンビニ業界においてミニストップ、ファミリーマートに次いで3番目の全店舗導入となる。
- iD - POSシステムの更新[広報 24]に併せて2012年10月末までに全店舗に導入[広報 25]。
- QUICPay - 2013年4月1日より導入[広報 22]。
- 交通系電子マネー
  - 以前は関東の一部店舗で電子マネーPASMO、関西の一部店舗で電子マネーICOCA、福岡市内の一部店舗で電子マネーSUGOCAが利用可能となっていた。POSシステムの更新[広報 24]に併せて2012年10月末までに全店舗に導入[広報 26] され、関東はPASMO（京浜急行電鉄が主導）、九州はSUGOCA、愛知県はmanaca、それ以外の地域はICOCAがベースとなっている[広報 26]。2013年4月1日より各種交通系電子マネーの現金によるチャージが可能となった[広報 27]。
  - PiTaPaについては「生活彩家アンスリー」（南海アンスリーのうちポプラが運営する店舗）を含む限られた店舗のみ利用可能となっており、プリペイド残高のチャージはできない。過去には大阪市営地下鉄（現：大阪メトロ）、大阪モノレールの駅構内店舗でも利用可能であったが、全店舗とも閉店している。
- QRコード決済
  - 楽天ペイ - 2018年12月13日より導入。
  - PayPay - 2018年12月13日より導入。
  - d払い - 2018年12月13日より導入。
  - LINE Pay - 2019年3月12日より導入。
  - Origami Pay - 2019年3月12日より導入、2020年4月28日サービス終了。
  - Smart Code（au PAY、メルペイ、ゆうちょペイ等の銀行Pay、pring、atone、KPLUS、エポスペイ、FamiPay、ギフティプレモプラス、ANAPay)-2019年12月21日よりSmart Code自体は導入、各決済手段は随時追加
  - J-Coin Pay-2021年1月13日より導入。

### ポイントカード
2014年10月1日に楽天の共通ポイントカード「Rポイントカード（現・楽天ポイントカード）」を導入。
- ポプラグループで申し込むと、オリジナルデザインのカードを発行される。ポイント単体型カードのほか、楽天Edy搭載型カードも発行しているが、ポイント単体型の発行には手数料100円がかかる。ただし会員登録すれば、手数料分は楽天ポイントとして還元される[広報 28]。楽天Edy一体型「ポプラ Edy-楽天ポイントカード」は315円（消費税込）で販売されており、こちらはポイント還元はない。
- プロパーの白い楽天ポイントカードも併せて配布しており、こちらは無料となっている。

2020年8月6日にNTTドコモの共通ポイントカード「dポイント」も導入した。
なお「ローソン・ポプラ」の店舗は、ローソンと同じく「Ponta」とdポイントを採用しているため、楽天ポイントカードの対象外。ただし楽天Edy又は楽天ペイ、楽天カードで決済した際に付加される楽天ポイントは通常通り付与される。また楽天ペイでは楽天ポイントの充当も可能である。
ポイント付与及び利用に関わる会員登録は、楽天のサイトにポイントカード番号を登録する形を取っているが、サークルKサンクスの+K会員のように、自社サイトにも重複してログイン登録を行う必要はない。

## 独自の商品

### 弁当
ポプラが他のコンビニと大きく違う点は、弁当のシステムである。一般にコンビニの弁当はご飯とおかずがパック詰めされ冷蔵されたものが陳列されているが、ポプラの「HOT弁当」（愛称「ポプ弁」）は、おかずのみが入りご飯部分が空になった弁当が陳列されており、弁当購入時に店舗内で炊いたご飯（通称「店炊きご飯」、パールライスのコシヒカリを使用）を後から詰めるスタイルをとっている。大半の店舗でふりかけもしくは梅干が付くのも特徴。
「HOT弁当」にはカレーライスや丼物もあり、専用のレトルトカレーもしくは丼の具をレンジで加熱し、食べるときに客が自分で封を切り、店舗で詰めたご飯にかけることになる。
1983年の発売開始当初は店舗内に厨房設備を設け、ご飯とおかずをすべて店舗内で調理する方法をとっていたが、品質や盛り付けが安定しないため、おかずのみ工場で一括調理してご飯のみを店舗で詰める方式に変わった。現在はおかずも店内で調理した「できたて弁当」の販売も一部の店舗で行っている。
「HOT弁当」は、通常でも男性の茶碗約1杯半に相当する250gのご飯が詰められるが、ご飯後詰めの利点を生かしてご飯を大盛り・小盛りにすることもできる。また、ご飯だけの販売も行っており、ご飯が足りなくなった近隣飲食店の緊急用としても重宝がられている。地域によっては通常サイズだけでなく、ボリュームと価格を抑えた「ライト」「小」も販売している。それぞれご飯が200g、150gつき「ライト」はご飯の大盛りも可能。
「HOT弁当」はかつては「ポプラ」全店に加え「ハイウェイ彩家」および一部の「生活彩家」店舗でのみという販売形態だったが、現在では店名ごとの差はなくなりつつある（取り扱いの有無は店舗検索で参照可能）。ダブルブランド店「ローソン+ポプラ」でも販売されている。
他のコンビニ同様に、ご飯があらかじめ入っている弁当は「ライスイン」と呼ばれ販売されている。主に炊き込みご飯などの味付けご飯、あるいはおにぎり弁当やのり弁当など、ご飯に手を加えられているものがこのスタイルで販売されている。
弁当コーナーのざる蕎麦は出雲そばであったが、中国地方の地場コンビニならではの商品企画である。

### プライベートブランド
- おにぎりのオリジナルブランドは「おむすび日和」。関東の店舗では2020年頃から「おむすび日和」の銘柄が表示されなくなった。
- PBパンのオリジナルブランドは「彩家ベーカリー」。以前は「ベーカリーストリート」。2011年から一部地域で、合成着色料・イーストフード不使用の新ライン「ベーカリーストリート・スマイル」を展開していた。
- デザート類は「彩家スイーツ」。かつては「hitotema」だった。商品名は「彩家」であるが、彩家ベーカリー、彩家スイーツ共に生活彩家以外のポプラグループ店舗でも取り扱っている。
- その他Pバーガー（低価格ハンバーガー）やPドッグ（ホットドッグ）・ポプナゲ（チキンナゲット）がある。
- ローソンと業務資本提携を結んでいるため、ローソンのPB商品「ローソンセレクト」の一部を販売している。以前は100円菓子のオリジナルブランドとして「くつろぎ選菓」があったが、2014年にローソンと業務資本提携を結んだことで、2015年には珍味を除いてローソンのPB菓子「おやつごろ。」に統一された。その後「おやつごろ。」は「ローソンセレクト」に統一された。

## 提供サービス
- マルチメディアステーションは基本的に置いていない。
- FAXはマルチコピー機にて送信可能。
- 宅配便はヤマト運輸の宅急便及びメール便・宅急便受取りサービスを取り扱っている。
- お菓子の新商品の一部は他チェーンより1日早く販売している。
- 特定商品の値引きキャンペーン「グッドプライス応援団」を随時実施しているほか、定期的に割引クーポンキャンペーンを行っている。特徴的なものとして「○○定期券」があり、期間中であれば何度でも利用できるクーポンである。
- mobion（GNT運営）と提携し、会員限定携帯電話を使用してのモバイルクーポンを実施。ソーシャル・ネットワーキング・サービスも利用できる。

## その他
- POSシステムはTEC製を使用。2012年に第4世代のものに更新された[広報 24]。
- 2009年（平成21年）2月25日に一新した店員ユニフォームは、オンワード商事（オンワードホールディングスグループ）との共同開発[広報 30]。
- 看板の照明を蛍光灯からLEDに変更した店舗では、看板のデザインが白基調となっていたり、赤地に「ポプラ」の文字が白で縁取りされた赤色になっているなど異なっている。

## 店舗

### 現存する店舗名
ポプラグループでは相次ぐ買収により、複数の店舗名でコンビニを展開している。「ローソン・ポプラ」はローソンの店舗として扱われるため、下記に含んでいない。（店舗数は2024年5月上旬時点）
| 画像 | 特徴 |
| ---- | --- |
|      | 「ポプラ」 中国地方を中心に各地で展開。上述した通り、元々は広島を発祥とするコンビニチェーンである。小型店の「ポプラpal」もある。167店舗中61店舗。 画像はポプラ姫路日赤前店 (現在は閉店) |
|      | 「生活彩家」（せいかつさいか） 元は髙島屋グループのコンビニであった。通常のポプラより高級志向の店舗となっており、生活彩家のみ取り扱いの商品もある。かつて路地での出店が多かったが、現在は駅や病院など施設内での出店が多い。東京や各地の都市部を中心に展開。167店舗中104店舗。 画像は生活彩家鶴見駅西口店。 |
|      | 「ハイウェイ彩家」（ハイウェイさいか） 西日本高速道路サービス・ホールディングスのサービスエリア・パーキングエリアに展開。2023年7月に最後の1店舗であった宍道湖SA上り店の閉店により消滅。 画像はハイウェイ彩家玉名PA (上り) 店 (現在は閉店) 。 |
|      | 「くらしハウス」 近畿地方を中心に展開していたが、現存する店舗は千葉県のみにある。元は株式会社ジャイロが展開していたコンビニチェーンだったが、2001年、ポプラに買収された。167店舗中1店舗。 画像はくらしハウス相之川いまい店。 |
|      | 「スリーエイト」 関東地方南部を中心に展開。元は1980年代前半に首都圏の元セブン-イレブンFC店のオーナーたちの主導で設立された地場コンビニチェーン。設立当初の加盟店は、セブン-イレブンの極めて強力な本部指導の方式による加盟店側の自由度・裁量が全く無いシステムや、高率のロイヤリティの過酷さに不満を持って脱退した、酒小売店転換型の元セブン-イレブンFC店が中心であった。 仕入れは基本的に加盟店が自由に行うことができ、本部に支払うロイヤリティも少額であるなど、スリーエイトはボランタリー・チェーンタイプのコンビニエンスストアであり、セブン-イレブンを反面教師としたシステムであった。そのためスリーエイトは形通りのコンビニエンスストアというより「コンビニ向け商品も取り扱う酒小売店」という雰囲気を持つ店舗が多い。2003年に店舗運営の考え方やシステムが比較的似ているポプラに半ば合流する形で買収された。旧運営会社のヒロマルチェーン（廣屋の系列）はスリーエイトの他にも酒類を主力とした小売店を展開していたが、ポプラの店舗としては扱われていないものの、これらの店舗にもポプラが一部商品を供給している。167店舗中1店舗(東京都の永福北口店のみ)。 画像はスリーエイト行田店（現在は閉店）。 |

### かつて存在した店舗名
現在は通常のポプラの一店舗として営業している。
|  | 「ドンチッチ」（北緯35度41分27.3秒 東経139度43分48.5秒 / 北緯35.690917度 東経139.730139度） テレビ朝日系『年中夢中コンビニ宴ス』のタイアップ店舗として、2000年4月に東京都新宿区の防衛庁（当時）市ヶ谷庁舎前に1店舗のみ開店。通常のコンビニ店舗としての営業のほか、番組企画による実験商品の販売なども行っていた。番組そのものが5ヶ月で終わった後も2021年1月20日のローソン×ポプラへ改装のための閉店まで約20年間「ポプラ ドンチッチ市ヶ谷店」に改称の上ドンチッチの名を残したまま営業を継続していた。ドンチッチの名を残している理由としてポプラは「お客様に馴染みがあり親しんで頂いている為」と説明していた。2007年にリニューアルされ、外装や看板はポプラ標準のものに変更されたが、店員の制服がポプラの通常の物と異なる、店のドアにドンチッチのロゴがあるなど他の店舗との違いがみられる。しかしローソン・ポプラ転換後はドンチッチの名は残されず「ローソン・ポプラ 四谷本塩町店」となっている。 画像は改装前のドンチッチ市ヶ谷店。 |

### 店舗タイプ
S・Kタイプの店舗は全て売上ロイヤリティ制度をとっている。
ポプラグループの店舗
- Sタイプ - 競争力強化型の大型コンビニエンスストアで、全て直営店である。
  - 都市型 - 広い店舗面積を有し、化粧品・衣料品・弁当・書籍の品揃えが充実している（店舗名：ポプラ、生活彩家）。
  - 住宅立地型 - 広い店舗面積を有し、弁当・雑貨・書籍の品揃えが充実している（店舗名：ポプラ）。
  - ロードサイド型 - 広い店舗面積と大型駐車場を有し、休憩施設や食事ができるイートインスペースを設置している。化粧品・衣料品・弁当・雑貨・書籍の品揃えが充実している（店舗名：ポプラ、ハイウェイ彩家）。
- Rタイプ - 通常のコンビニエンスストアの形態（店舗名：ポプラ、ポプラpal、生活彩家、くらしハウス、スリーエイト、ヒロマルチェーン、ドンチッチ。
- Kタイプ - 医療機関・教育機関・ガソリンスタンド・宿泊施設・鉄道駅などに出店（店舗名：ポプラ、ポプラpal、生活彩家、スリーエイト）。

ポプラグループ以外の店舗
- Vタイプ - 酒屋・スーパーマーケットのうち小規模な店舗、または自衛隊・大学・鉄道駅・ガソリンスタンドなどにある小規模な売店。ポプラグループから商品供給のみを受けるボランタリー・チェーン。150店以上。

### 店舗展開
関東地方・関西地方・中国地方・四国地方・九州地方の1都2府15県に167店舗（2024年5月時点、ローソン・ポプラ含まず）を展開している。店舗数では福岡県が最も多く、次いで広島県、東京都と、この3都県だけで全店舗の46%を占める。2016年2月末時点では島根県（53店舗）・鳥取県（42店舗）も有力なエリアであったが、両県内の多くの店舗と山口県の1店舗を、2016年11月4日より順次ローソンとのダブルブランド店「ローソン・ポプラ」へ移行した結果、店舗数を大幅に減らしている。
かつては四国地方（香川県と愛媛県）にも展開していたが、2015年2月6日に綾南町陶店（香川県）が閉店したのを最後に完全撤退 した。ただし、離島店舗としては2019年8月1日に愛媛県上島町の生名島に出店している（ポプラ生名店）。
中小チェーン（スリーエイト、くらしハウス、マイチャミー、チックタックなど）の相次ぐ買収により店舗数を増やしてきた。しかし近年は売り上げの不振から店舗のスクラップアンドビルドを進めている。不採算の直営店を中心に閉店する一方で、通常の出店形態より安定した売上が見込める公共施設内等の特殊立地に出店する場合が多く、これら施設の既存の売店を転換する事例がよく見られ、ポプラの特色の一つとなっている。この方針についてはポプラ側も出店時のニュースリリースで「ポプラでは、これからも特殊立地施設内の店舗やホテル内ショップ・病院や高速道路、PAなどの様々な立地への出店を推進してまいります」と表明している。ローソンとの共同事業契約以降、24時間営業店舗の多くについて「ローソン」への業態転換か「ローソン・ポプラ」への移行を進めた結果、店舗の大半が特殊立地店舗か24時間営業を行っていない店舗となった。
2018年6月には新たに愛知県豊橋市（現存せず）に出店し、中京地区に進出した。当初は30店舗出店する予定であった。最終的に閉店済みの店舗も含めて8店舗（うち2店舗は関係者のみの利用の為店舗検索には表示されなかった。なお名古屋市内は1店舗（東海病院店のみ）あったが現存しない）出店したが2021年3月31日の津島寺前町店を最後に撤退した。
2021年3月末には、前述の愛知県のほか富山・石川の2県からも撤退した。富山・石川は高い物流コストの割に店舗数が少なく収益が上がらなかったため、愛知は新型コロナウイルスの影響で新規出店の見通しが立たなかったため撤退した。

## 特徴のある店舗
前述のとおり、ポプラは総店舗数に占める比率として、特殊立地施設内など立地条件に特色のある店舗が多い。
店舗名の前のアルファベット (S・R・K) は店舗タイプを示す。

### SA・PA・道の駅
SA・PA併設の店舗（はわいSAを除く）では、飲酒運転防止のため酒類は販売されていない。また、はわいSA・道の駅ポート赤碕・宍道湖SAを除くすべての店舗にイーネットATMが設置されている。なお、西日本高速道路サービス・ホールディングス（NEXCO西日本SHD）の展開した「ハイウェイ彩家」の多くの店舗は、2018年3月31日または2019年3月31日をもってフランチャイズ契約が終了している（翌月にセブン-イレブンにリブランド）。
- S ハイウェイ彩家 白鳥PA下り店（兵庫県姫路市） - E2 山陽自動車道白鳥パーキングエリア（下り線）内。リブランド済み[広報 36][広報 37]。
- S ポプラ はわい道の駅店（鳥取県東伯郡湯梨浜町） - E9 山陰自動車道はわいサービスエリア（道の駅はわい、上下線共用）内。高速道路上の1号店であり、同店の実績が2007年以降に出店しているハイウェイ彩家に反映された。ただし、はわいSAはNEXCO西日本SHDの運営ではない（国土交通省中国地方整備局管内）ため、店舗は現在もポプラ名で運営されている。酒有。
- S ポプラ ポート赤碕店（鳥取県東伯郡琴浦町） - 道の駅ポート赤碕内。酒有。2016年11月11日よりダブルブランド店「ローソン+ポプラポート赤碕店」へ移行。
- S ポプラ きすき道の駅店（島根県雲南市） - 道の駅さくらの里きすき内。酒有。2021年3月31日をもって閉店し、Yショップへ転換。
- S ハイウェイ彩家 宍道湖SA（上り）店（島根県松江市） - E9 山陰自動車道宍道湖サービスエリア（上り線）内。ただし、宍道湖SAはNEXCO西日本SHDの運営ではない（第三セクター）ため、リブランドの対象外。2023年7月にYショップへ転換。
- S ハイウェイ彩家 奥屋PA（上り）店（広島県東広島市） - E2 山陽自動車道奥屋パーキングエリア（上り線）内。リブランド済み[広報 36][広報 37]。
- S ハイウェイ彩家 沼田PA（下り）店（広島県広島市安佐南区） - E2 山陽自動車道沼田パーキングエリア（下り線）内。リブランド済み[広報 38]
- S ポプラ 高田インター店（広島県安芸高田市） - 道の駅北の関宿安芸高田内。2021年4月1日よりダブルブランド店「ローソン+ポプラ高田インター店」へ移行。
- S 生活彩家 ソレーネ周南店（山口県周南市） - 道の駅ソレーネ周南内。
- S ポプラ 道の駅あさひ店（山口県萩市） - 道の駅あさひ内。道の駅運営会社の株式会社旭開発による運営で、道の駅の物販エリア全体を改装して2021年3月6日にオープン[広報 39]。
- S ハイウェイ彩家 玉名PA（上り）店（熊本県玉名郡南関町） - E3 九州自動車道玉名パーキングエリア（上り線）内。リブランド済み[広報 36][広報 37]。

### 交通機関の施設

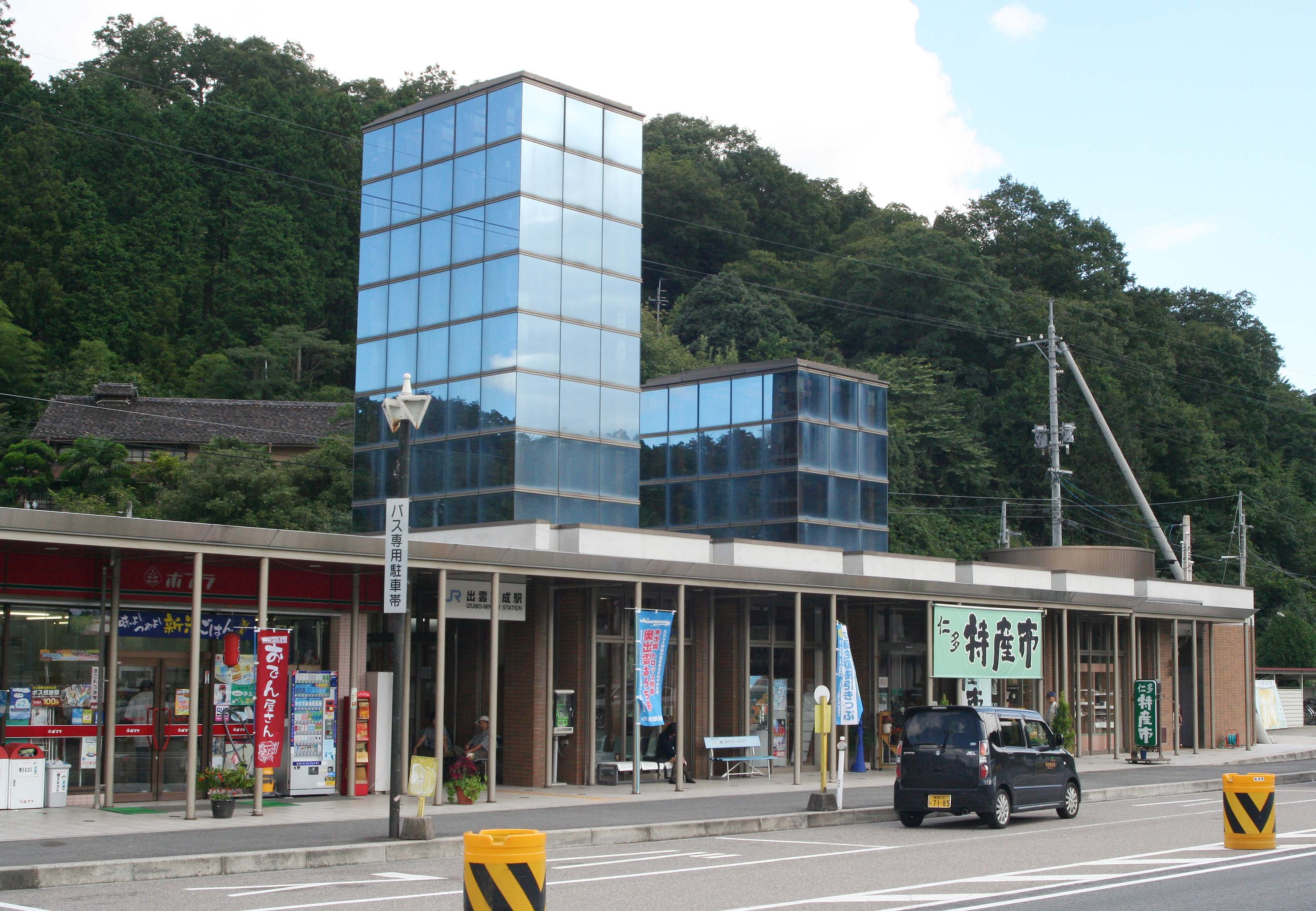
出雲三成駅 ポプラ仁多三成店(現在は閉店)

- K 生活彩家 グランメルシー日比谷店（東京都千代田区） - 都営地下鉄三田線 日比谷駅。
- K 生活彩家 秋葉原駅前店（東京都千代田区） - つくばエクスプレス秋葉原駅の駅ビル「アキバ・トリム」1階。
- K 生活彩家 後楽園駅ビル店（東京都文京区） - 東京地下鉄（東京メトロ）丸ノ内線・南北線後楽園駅の駅ビル「メトロ・エム後楽園」地下1階。
- K 生活彩家 船堀店（東京都江戸川区） - 都営地下鉄新宿線 船堀駅内。
- K ポプラ 新高島平駅前店（東京都板橋区） - 都営三田線 新高島平駅内。
- K 生活彩家 都営本八幡駅前店（千葉県市川市） - 都営地下鉄新宿線本八幡駅地下1階コンコース。（2020年11月30日閉店）
- K 生活彩家 上大岡駅ビル店（神奈川県横浜市港南区） - 京浜急行電鉄（京急）本線・横浜市営地下鉄ブルーライン 上大岡駅の駅ビル「ゆめおおおか」商業棟の京急百貨店本館1階。
- K ポプラ 東梅田駅売店南店（大阪府大阪市北区） - 谷町線 東梅田駅。同店を皮切りに、大阪メトロサービスとのフランチャイズ契約により、大阪市営地下鉄の北部エリア各駅の一部の売店が、順次ポプラへの転換が進められていた（本町駅を含む南部エリアについては、ファミリーマートが担当）が、2017年にポプラ・ファミマともフランチャイズ期間満了のため契約終了（以後は全域でローソンのフランチャイジーに転換）。
- K 生活彩家 モノウェル千里中央店（大阪府豊中市）/ 生活彩家モノウェル門真店（大阪府門真市） - 大阪モノレール線 千里中央駅・門真市駅構内。大阪高速鉄道の子会社が運営していた「モノウェル」を生活彩家ブランドとしたもので、PiTaPaでの支払いに対応する。
- K 生活彩家 アンスリー天下茶屋店（大阪府西成区） - 南海電鉄天下茶屋駅構内。南海グループの展開していた「アンスリー」を生活彩家ブランドとしたものだが、看板表記は「アンスリー」のまま（他にも同様の転換店舗が複数あり）。
- K 生活彩家 岡山空港店（岡山県岡山市北区） - 岡山空港国内線到着ロビー1階。（2021年1月31日閉店、2021年3月16日よりヤマザキショップ開店）
- K ポプラ 米子空港ターミナル店（鳥取県境港市） - 米子鬼太郎空港1階。2017年1月9日をもって閉店し、2月10日にセブン-イレブンが出店[広報 40]。
- K ポプラ 八頭郡家駅店（鳥取県八頭郡八頭町） - 西日本旅客鉄道（JR西日本）因美線・若桜鉄道若桜線 郡家駅内。現在は閉店。
- K ポプラ 仁多三成店（島根県仁多郡奥出雲町） - JR西日本木次線 出雲三成駅内。2016年9月19日をもって閉店。
- バスタ新宿への出店を計画し国土交通省関東地方整備局が2016年8月1日に実施した入札にて落札者となったが、国交省側との意見の食い違いから2016年9月5日に出店辞退している[18]。

### 官公署
- K 生活彩家 青少年総合センター店（東京都渋谷区） - 青少年総合センター内。
- K 生活彩家 目黒区役所店（東京都目黒区） - 目黒区総合庁舎の本館1階。
- K  生活彩家 新宿区役所店 (東京都新宿区) -新宿区役所の本庁舎地下1階。
- K ポプラ 立川拘置所店（東京都立川市泉町）- 立川拘置所内。
- K 生活彩家 横須賀市役所店（神奈川県横須賀市） - 横須賀市本庁舎の3号館1階。
- K 生活彩家 小田原市役所店（神奈川県小田原市） - 小田原市役所の7階。
- K 生活彩家 平塚市役所店（神奈川県平塚市） - 平塚市役所の新庁舎2階。
- K 生活彩家 松戸市役所店（千葉県松戸市） - 松戸市役所の地下1階。
- K ポプラ 千葉CCプラザ店（千葉県千葉市）- 千葉中央コミュニティセンター内。
- K 生活彩家 さいたま市役所店（埼玉県さいたま市） - さいたま市役所の地下1階。
- K  生活彩家　大宮区役所店　(埼玉県さいたま市　大宮区)-大宮区役所の1階。
- K 生活彩家 戸田市役所店（埼玉県戸田市） - 戸田市役所の地下1階。
- K 生活彩家 堺市役所店（大阪府堺市） - 堺市役所の本館地下1階。
- K 生活彩家 広島合同庁舎店（広島市中区）- 広島合同庁舎内。
- K 生活彩家 広島市役所店（広島市中区）- 広島市役所内。

### 自衛隊施設

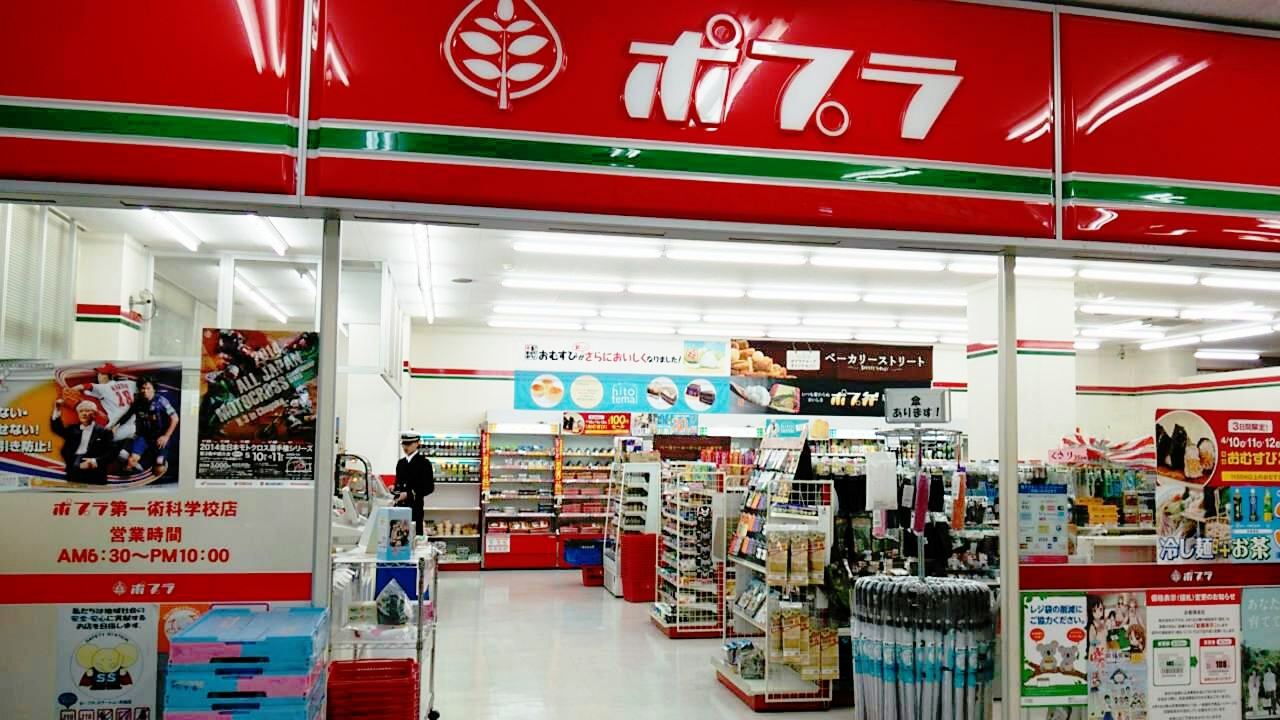
第一術科学校店

いずれも自衛隊員向けの福祉厚生施設で、自衛隊関係者以外の利用は出来ない。そのため、ポプラの店舗検索からも除外されている。
- K ポプラ 府中基地店（東京都府中市） - 航空自衛隊府中基地内。
- K ポプラ 座間駐屯地店（神奈川県相模原市） - 陸上自衛隊座間駐屯地内
- K 生活彩家 松戸駐屯地店（千葉県松戸市）- 陸上自衛隊松戸駐屯地内
- K ポプラ 小松基地店（石川県小松市） - 航空自衛隊小松基地内。
- K ポプラ 金沢駐屯地店（石川県金沢市） - 陸上自衛隊金沢駐屯地内
- K ポプラ 信太山駐屯地店（大阪府和泉市）- 陸上自衛隊信太山駐屯地内。
- K ポプラ 大津駐屯地店（滋賀県大津市） - 陸上自衛隊大津駐屯地内。
- K ポプラ 海田市駐屯地店（広島県安芸郡海田町） - 陸上自衛隊海田市駐屯地内。
- K ポプラ 第1術科学校店（広島県江田島市） - 海上自衛隊第1術科学校内。施設見学の民間人も利用できる。
- K ポプラ 山口駐屯地店（山口県山口市） - 陸上自衛隊山口駐屯地内。
- K ポプラ 大津駐屯地店（滋賀県大津市） - 陸上自衛隊大津駐屯地内。
- K ポプラ 別府駐屯地店（大分県別府市） - 陸上自衛隊別府駐屯地内。

### 事業所内店舗
事業所の売店を転換したもので、大半の店舗では一般客の利用は出来ない。
- K 生活彩家 新生銀行本店（東京都中央区） - 新生銀行本店（日本橋室町野村ビル）21階。
- K ポプラ 東京団地倉庫店（東京都江戸川区）- 東京団地倉庫葛西事業所内。
- K 生活彩家 OCS東京スカイゲート店（東京都江東区）- OCS東京スカイゲート内。
- K 生活彩家 コニカミノルタショップ八王子店（東京都八王子市）/ 日野店（東京都日野市） - コニカミノルタの事業所内売店。
- K 生活彩家 富士通川崎店（神奈川県川崎市中原区） - 富士通川崎工場内、裏門付近売店エリア。
- K ポプラ 横須賀・YRP店（神奈川県横須賀市） - 横須賀リサーチパーク内。
- K ポプラ DPL相模原店（神奈川県相模原市南区）- DPL相模原内。
- K 生活彩家 理化学横浜研究所店（神奈川県横浜市鶴見区） - 独立行政法人理化学研究所横浜研究所内。
- K 生活彩家 JDI茂原店（千葉県茂原市） - ジャパンディスプレイ茂原工場内。
- K 生活彩家 理研交流棟1階店 / 2階店（埼玉県和光市） - 独立行政法人理化学研究所交流棟内。
- K ポプラ プロロジス川島店（埼玉県比企郡） - プロロジスパーク川島5階。
- K 生活彩家 安川電機入間店（埼玉県入間市）/ 安川電機八幡西店（福岡県北九州市八幡西区）/ 安川電機行橋店（福岡県行橋市） - 安川電機事業所内。
- K 生活彩家 MFLP茨木店（大阪府茨木市） - 三井不動産ロジスティックパーク茨木内。
- K 生活彩家 プロロジス猪名川店（兵庫県川辺郡猪名川町） - プロロジスパーク猪名川(1)内。
- K 生活彩家 クボタ本社売店他全10店舗 株式会社クボタ事業所内。
- K 生活彩家 神田造船所店（広島県呉市） - 神田造船所事業所内。
- K 生活彩家 ジアウトレット広島店（広島県広島市）/ イオンモール広島祇園店（広島県広島市安佐南区）/ イオンモール広島府中店（広島県安芸郡） - 事業所内。

### その他の店舗
- R ポプラ 鳩ヶ谷駅前店（埼玉県川口市） - バリアフリータイプのポプラ1号店としてオープン。通路を広く、商品陳列棚も高齢者や車いす利用者が取りやすくするために低くしている。また、談話できる休憩スペースや、高齢者・車いす利用者・乳幼児同伴利用者でも利用しやすい「だれでもトイレ」も備わっている。調剤薬局が隣接している。現在は閉店。
- K 生活彩家 青少年総合センター店（東京都渋谷区） - 国立オリンピック記念青少年総合センターの宿泊D棟1Fに所在。オリンピック関連グッズも販売している。
- K ポプラ 八王子サービスステーション（東京都八王子市） - ガソリンスタンドをベースにレンタカーサービスも伴わせた店舗。
- R ポプラ ヨーロッパ通り店（大阪府大阪市中央区） - ヒグチ産業との提携店舗。店内に薬ヒグチポプラ店（2010年7月23日開店）を併設している。2014年5月8日のリニューアルで直営のハイセンス100円ショップ「ポプラ・センプレヴェルデ」をビルドイン[広報 41]。
- K ポプラ ボートレース住之江店（大阪府大阪市住之江区） - 住之江競艇場内。
- S ポプラ 総社インター店（岡山県岡山市北区）（2021年2月17日閉店） - 店舗内に100円ショップ「ダイソー」のコーナーが併設されている。ダイソーコーナーの前はイートインだった。
- R ポプラ 吉備高原都市パーティーズ店（岡山県加賀郡吉備中央町） - 吉備高原都市 きびプラザ内。
- R ガイナーレ・ポプラ 鳥取布勢公園店（鳥取県鳥取市）（2013年10月3日にリニューアルオープン） / ガイナーレ・ポプラ米子安倍店（鳥取県米子市） - Jリーグ・ガイナーレ鳥取の応援店舗[広報 42]。店内はグリーンが基調でデザインされており、ガイナーレ鳥取のロゴや『強小戦士 ガイナマン』のイラストが入る。また、ガイナーレ鳥取のオフィシャルグッズの販売や、選手のサイン入りユニフォームが展示されている。売上の一部がガイナーレ鳥取の支援金となる。なお、ポプラは2013 - 2014年のガイナーレ鳥取のユニフォームスポンサーであった[広報 43]。2016年11月18日よりダブルブランド店「ローソン+ポプラ鳥取布勢公園店」「ローソン+ポプラ米子安倍店」へ移行。
- R ポプラ 名和富長店（鳥取県西伯郡大山町） - 移動販売車『おまかせポプラ号』管轄店舗。2016年11月11日よりダブルブランド店「ローソン+ポプラ大山町富長店」へ移行。
- R ポプラ 由良駅前店（鳥取県東伯郡北栄町） - スーパーマーケット跡地を利用した複合店舗。2017年2月17日よりダブルブランド店「ローソン+ポプラ由良駅前店」へ移行。
- R ポプラ Aコープ大山店（鳥取県西伯郡大山町） - 鳥取西部農業協同組合の子会社が運営していたAコープ大山店を大型コンビニにリニューアルした店舗。現在はYショップに転換。
- R ポプラ JA三徳店（鳥取県東伯郡三朝町） / ポプラJA山守店（鳥取県倉吉市） - JA生活センター転換店舗。
- R ポプラ 津和野店（島根県鹿足郡津和野町） - 津和野町の景観条例に対応した店舗で、瓦葺の屋根に看板も緑を基調とした外観が特徴。2016年12月9日よりダブルブランド店「ローソン+ポプラ津和野店」へ移行。
- R ポプラ 流川店（広島県広島市中区）- ポプラの1号店として現存。
- K 生活彩家 マリーナホップ店（広島県広島市西区） - ココだけモール 広島マリーナホップ内。
- K ポプラパル 宮島口店（広島県廿日市市） - 宮島競艇場併設の外向発売所「パルボート宮島」1階。
- R ポプラ 見島店（山口県萩市） - 萩市の離島・見島の直売所を改装。山口県農業協同組合（JA山口県）がフランチャイジーとして運営[広報 44]。
- K ポプラ ペラボート福岡店（福岡県福岡市中央区） - 福岡競艇場併設の外向発売所「ペラボート福岡」1階。
- K ポプラ カッパピア若松店（福岡県北九州市若松区） - 若松競艇場併設の外向発売所「カッパ★ピア若松」内。
- S 生活彩家 那須GO店（栃木県那須塩原市）- 那須ガーデンアウトレット内に所在。元々はセブンイレブン那須ガーデンアウトレット店。サブネームを「コンコンコンビニ」と那須にちなんだトレードマークのキツネをキャラクターとしたオリジナル店舗となっており[広報 45]、そのキツネのキャラクターグッズも販売している。栃木県内には、同市内の生活彩家 国際医療福祉大学病院店と2店舗のみであり、那須GO店では栃木県唯一の「ポプ弁」を取り扱っている。現在は閉店。

## 包括連携協定
鳥取県
- 鳥取県 - 2010年（平成22年）11月4日に「災害時の物資供給及び防災活動の協力に関する協定」を締結。
- 米子市 - 2011年（平成23年）6月3日に「災害時における物資供給及び防災活動への協力に関する協定」を締結。

島根県
- 安来市 - 2011年（平成23年）6月30日に「災害時における物資供給及び防災活動への協力に関する協定」を締結。
- 浜田市 - 2015年（平成27年）8月10日に締結[19]。

岡山県
- 岡山県 - 2015年（平成27年）3月16日に締結[広報 46][20]。

広島県
- 広島市 - 2019年（平成31年）3月13日に包括連携協定を締結。

山口県
- 周南市 - 2018年（平成30年）10月18日に「災害時における物資供給等に関する協定」を締結。

## 主な子会社
- ポプラ保険サービス有限会社 - 完全子会社。損害保険代理業。
- 株式会社ポプラリテール -  完全子会社。「ローソン・ポプラ」「ローソン」を運営するメガフランチャイジー。